# Wereldbeker schaatsen 2008/2009 - Wereldbeker 1 - 2e 500 meter vrouwen
De tweede van 13 wedstrijden voor de wereldbeker schaatsen 500 meter wordt gehouden op 8 november 2008 in Berlijn.

## Uitslag A-divisie
| rang   | schaatser            | tijd  | punten |
| ------ | -------------------- | ----- | ------ |
| Goud   | Wang Beixing         | 37,91 | 100    |
| Zilver | Jenny Wolf           | 37,95 | 80     |
| Brons  | Lee Sang-hwa         | 38,26 | 70     |
| 4      | Annette Gerritsen    | 38,36 | 60     |
| 5      | Nao Kodaira          | 38,62 | 50     |
| 6      | Sayuri Yoshii        | 38,77 | 45     |
| 7      | Margot Boer          | 38,78 | 40     |
| 8      | Marianne Timmer      | 38,81 | 36     |
| 9      | Lee Bo-ra            | 38,82 | 32     |
| 10     | Sayuri Osuga         | 38,90 | 28     |
| 11     | Shannon Rempel       | 38,90 | 24     |
| 12     | Monique Angermüller  | 38,94 | 21     |
| 13     | Xing Aihua           | 38,97 | 18     |
| 14     | Elli Ochowicz        | 39,03 | 16     |
| 15     | Tomomi Okazaki       | 39,05 | 14     |
| 16     | Jekaterina Malysjeva | 39,11 | 12     |
| 17     | Yukari Watanabe      | 39,12 | 10     |
| 18     | Ren Hui              | 39,17 | 8      |
| 19     | Judith Hesse         | 39,18 | 6      |
| 20     | Zhang Shuang         | 39,21 | 5      |
| 21     | Svetlana Kajkan      | 39,21 | 4      |
| 22     | Pamela Zoellner      | 39,46 | 3      |
| 23     | Heike Hartmann       | 39,49 | 2      |

## Loting
| rit | binnenbaan           | buitenbaan      |
| --- | -------------------- | --------------- |
| 1   | Monique Angermüller  | Heike Hartmann  |
| 2   | Anzjelika Kotjoega   | Judith Hesse    |
| 3   | Svetlana Kajkan      | Pamela Zoellner |
| 4   | Zhang Shuang         | Yukari Watanabe |
| 5   | Elli Ochowicz        | Tomomi Okazaki  |
| 6   | Ren Hui              | Xing Aihua      |
| 7   | Jekaterina Malysjeva | Marianne Timmer |
| 8   | Margot Boer          | Shannon Rempel  |
| 9   | Nao Kodaira          | Sayuri Osuga    |
| 10  | Annette Gerritsen    | Bo-Ra Lee       |
| 11  | Sayuri Yoshii        | Lee Sang-hwa    |
| 12  | Wang Beixing         | Jenny Wolf      |

## Top 10 B-divisie
| rang | schaatser            | tijd  | punten |
| ---- | -------------------- | ----- | ------ |
| 1    | Joelia Nemaja        | 38,94 | 25     |
| 2    | Christine Nesbitt    | 39,11 | 19     |
| 3    | Thijsje Oenema       | 39,52 | 15     |
| 4    | Xiaomei Sheng        | 39,53 | 11     |
| 5    | Natasja Bruintjes    | 39,60 | 8      |
| 6    | Paulina Wallin       | 39,61 | 6      |
| 7    | Tamara Oudenaarden   | 39,82 | 4      |
| 8    | Jekaterina Lobysjeva | 39,86 | 2      |
| 9    | Lauren Cholewinski   | 39,90 | 1      |
| 10   | Heather Richardson   | 40,00 | 0      |